# Френкель, Петер
Петер Френкель (нем. Peter Frenkel; род. 13 мая 1939, Эккартсберга, Саксония-Анхальт) — восточно-германский легкоатлет (спортивная ходьба), чемпион и призёр летних Олимпийских игр, участник трёх Олимпиад, мировой и олимпийский рекордсмен.

## Биография
Френкель специализировался в ходьбе на 20 км и дважды обновлял мировые рекорды в этом виде: 1-25:50 (1970 год) и 1-25:19,4 (1972 год). В 1970 и 1972 годах он становился первым в мировом рейтинге.
На летних Олимпийских играх 1968 года в Мехико Френкель занял 10-е место в ходьбе на 20 км. На следующих летних Олимпийских играх в Мюнхене на этой же дистанции Френкель финишировал первым с олимпийским рекордом (1-26:42,4), опередив советского ходока Владимира Голубничего (1-26:55,2) и своего соотечественника Ханса-Георга Райманна (1-27:16,6). На летней Олимпиаде 1976 года в Монреале Френкель был третьим с результатом 1-25:29,4 с, уступив олимпийскому чемпиону мексиканцу Даниэлю Баутисте (1-24:40,6) и спортсмену из ГДР Хансу-Георгу Райманну (1-25:13,8).
Впоследствии Френкель стал фотографом, его работы экспонировались как в самой ГДР, так и за её пределами. В 1990 году он стал членом Национального олимпийского комитета Германии. Также он был представителем Немецкой ассоциации олимпийцев и членом Немецкой ассоциации художников.